# Isola di Klykov
L'isola di Klykov (in russo Остров Клыкова, ostrov Klykova) è un'isola russa che fa parte dell'arcipelago dell'imperatrice Eugenia ed è bagnata dal mar del Giappone.
Amministrativamente appartiene alla città di Vladivostok, nel Territorio del Litorale, che è parte del Circondario federale dell'Estremo Oriente.

## Geografia
L'isola è situata 2,3 km a est dell'isola di Popov, nella parte orientale della baia Pograničnaja (бухта Пограничная, buchta Pograničnaja), a sud-est di capo Prochodnoj (мыс Проходной, mys Prochodnoj). È bagnata dalle acque del golfo dell'Ussuri, ovvero la parte orientale del Golfo di Pietro il Grande.
Klykov è una piccola isola dalla forma triangolare con una base di 720 m di lunghezza e poco meno di 350 m di larghezza al centro. L'altitudine massima è di 52 m s.l.m. nel sud-ovest.
A nord, in alcuni tratti a est, e a ovest il litorale è costituito da spiagge; per il resto le coste si alzano in scogliere rocciose e lungo le quali si incontrano spesso scogli e faraglioni.
La superficie è coperta da un manto erboso e da un bosco di latifoglie.

## Isole adiacenti
- Isola di Naumov (остров Наумова, ostrov Naumova), è un'isola di dimensioni simili e a ovest di Klykov.
- Isola Malyj (остров Малый, ostrov Malyj), è la più piccola tra le tre isole a est di Popov. Si trova tra Naumov e Klykov.